# Naturschutzgebiet Usemert
Das Naturschutzgebiet Usemert ist ein Naturschutzgebiet (NSG) in der Gemeinde Eslohe (Hochsauerlandkreis). Das 2,3 ha große, südlich von Oesterberge gelegene Gebiet besteht im Wesentlichen aus einer Wacholderheide auf der Bergkuppe Usemert. Es wurde zu deren Schutz erstmals 1955 per Verordnung der Bezirksregierung Arnsberg als NSG festgesetzt und zuletzt 2008 mit dem Landschaftsplan Eslohe durch den Hochsauerlandkreis erneut ausgewiesen.

## Beschreibung
Das NSG befindet sich auf der abgeflachten Kuppe eines 500 m hohen Berges Usemert.  
Im Biotopkataster vom Landesamt für Natur, Umwelt und Verbraucherschutz Nordrhein-Westfalen steht über das NSG: „Die bis zu 6 m hohen Wacholderbüsche stehen so dicht, dass eine Begehbarkeit der Fläche unmöglich ist. Die Krautschicht wird durch Blau- und Heidelbeere und weitere heidetypische Arten wie Blutwurz, Heidekraut, Besenginster und Kreuzblümchen gebildet. Teilweise tritt die Drahtschmiele in hohen Deckungsgraden hinzu. Die Wacholderheide repräsentiert ein selten gewordenes Relikt der ehemaligen extensiven Landnutzung im Mittelgebirge und weist aus kulturhistorischer Sicht einen herausragenden Bedeutung auf. Zudem ist das NSG Usemert ein wichtiger Rückzugslebensraum für die typische Artgemeinschaft der nährstoffarmen und extensiv genutzten Hude- und Heidelandschaften inmitten der intensiv genutzten Innersauerländer Senken. Primäres Schutzziel ist die Erhaltung der typischen Artgemeinschaft der Wacholderheiden durch Schafbeweidung.“

## Pflanzenarten im NSG
Auswahl vom Landesamt dokumentierte Pflanzenarten im Gebiet: Besenginster, Besenheide, Blutwurz, Draht-Schmiele, Gewöhnliche Kreuzblume, Harzer Labkraut, Heidelbeere, Himbeere, Pillen-Segge, Preiselbeere und Wacholder.